# Американский музей Барнума
Американский музей Барнума — музей в США, располагавшийся на углу Бродвея и Анн-Стрит (англ. Ann Street) в 1841—1865 годах (сгорел в результате пожара 13 июля 1865 года). Владельцем музея был известный шоумен Ф. Т. Барнум и его партнёр и совладелец Джон Скаддер. Прежде чем началось их сотрудничество, музей существовал под именем Американский музей Скаддера (англ. Scudder’s American Museum). Он служил как познавательным, так и развлекательным целям. На музыкальном Бродвее это место часто называют просто Барнум (англ. Barnum). В июле 2000 года у музея появилась интернет-версия.

## История
В 1841 году Барнум купил Американский музей Скаддера, расположенный на юго-восточном углу Бродвея и Анн-Стрит. Он реконструировал пятиэтажное сооружение в гигантскую безвкусную саморекламу с нарисованными животными, светящимися панелями, баннерами и флагами, с подсветкой лимонного цвета, совсем недавним изобретением. Он нанял худших музыкантов из тех, которых только мог отыскать, чтобы они играли на балконе прямо над входом, по-видимому, ожидая, что эти ужасные звуки смогут привлечь посетителей.
Барнум открыл свой музей 1 января 1842 года, пытаясь создать место, куда бы могли приходить отдохнуть семьи, однако ему это не удалось хотя бы потому, что он не смог привлечь аудиторию. Его многочисленные аттракционы превратили центр в нечто среднее между зоопарком, музеем, читальным залом, выставкой восковых фигур, театром и шоу, зато он носил гордое название — центральное место развития американской народной культуры. Барнум наполнил Американский Музей панорамами, «косморамами», научными инструментами, современными приспособлениями и устроил блошиный цирк, разыскал где-то карету с собакой, причём с багажником из дерева, под которым Иисус якобы проповедовал христианские истины своим ученикам, шляпу, когда-то принадлежавшую Улиссу Гранту, обустроил устричный бар, винтовую лестницу, выставил рисунки блох, стеклянных трубачей, френологистов, организовал соревнования между маленькими детьми, аквариум, зверинец с экзотическими животными, среди которых встречались такие, как белуга, нашёл сиамских близнецов Чанга и Энга и периодически способствовал представлениям: от выступлений магов, чревовещателей, рассказчиков до постановок по мотивам библейских сказаний и «Хижины дяди Тома». В эпоху своего расцвета музей работал пятнадцать часов в день, принимая за это время около 15 000 посетителей.

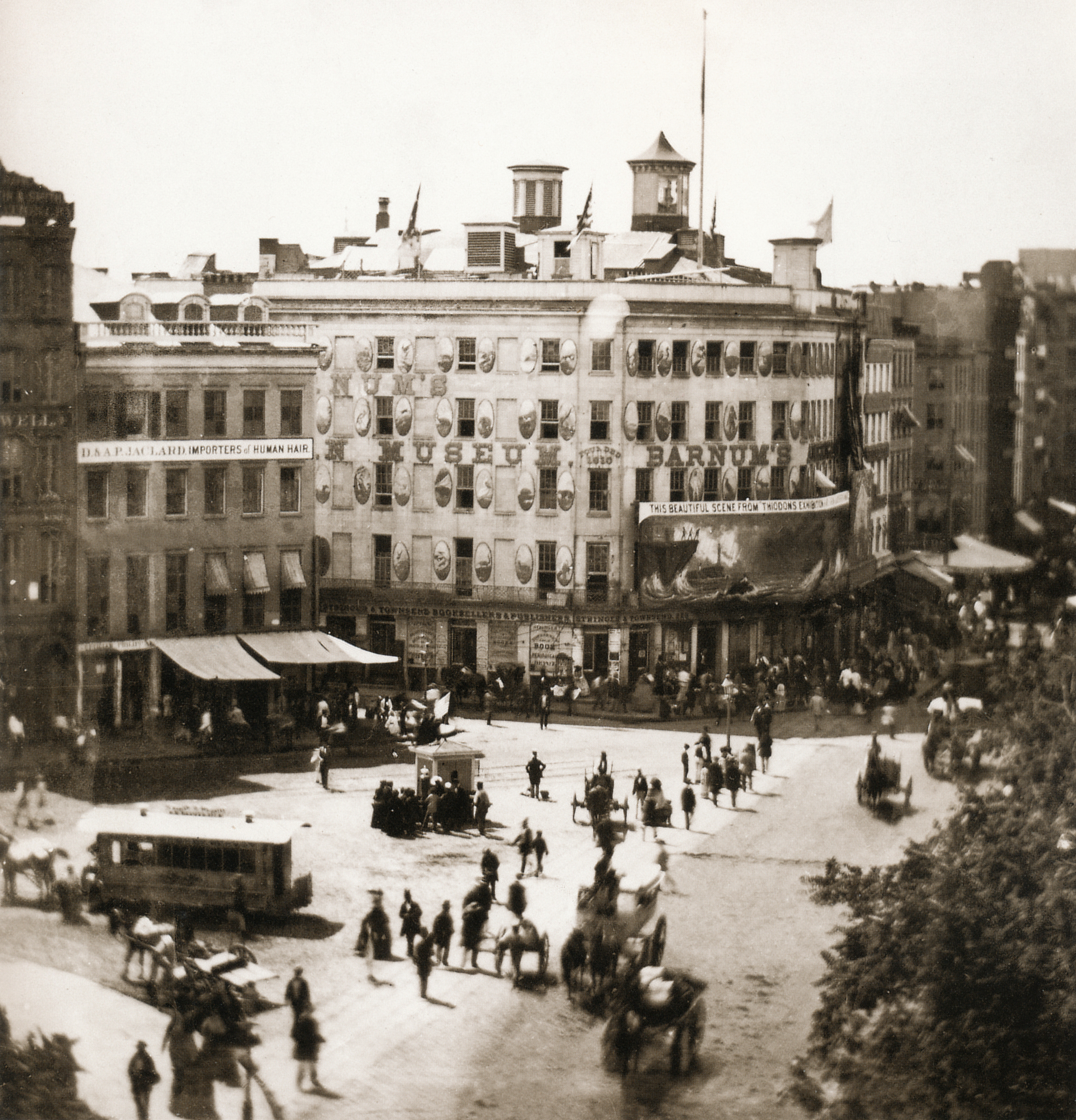
Фотография музея, 1858 год

В июле 2000 года в Интернете появилась виртуальная версия музея благодаря гранту, выделенному Национальным фондом гуманитарных наук (англ. National Endowment for the Humanities). Центр CUNY (англ. The CUNY Graduate Center) реконструировал музей на веб-сайте, чтобы рассказать и показать современникам подлинную и полную историю музея и соответствующие предметы XIX века.

## Аттракционы
Коллекция музея включала в себя предметы, собранные по всему миру в течение последних 25 лет. Музей устраивал множество аттракционов, которые привели его к большой славе. Один из самых известных — карлик Генерал Том-Там. Там не был единственным экспонатом с физиологическими отклонениями, кроме него также можно было полюбоваться на фиджийскую русалку и Джозефин Бойсдешен, имевшую длинную бороду. В добавление к Том-Таму другим занятным развлечением был Уиллиям Генри Джонсон, заслуживший репутацию одного из самых популярных и долгоиграющих аттракционов Барнума. Наиболее спорным и популярным экспонатом были Чанг и Энг, два сиамских близнеца, вызвавшие немало скандалов.
Пятиэтажное здание также имело большую образовательную ценность. Помимо различных развлечений музей также старался достичь образовательных целей, рассказывая о естественной истории животных, аквариуме и на выставках; об истории картин и восковых фигур (включая фигуру Иисуса Христа); об умеренных реформах.